# Dirk Sander
Dirk Sander (* 19. Mai 1956) ist ein ehemaliger deutscher Langstreckenläufer.
1982 wurde er bei der Deutschen Leichtathletik-Hallenmeisterschaft Dritter über 3000 Meter. 1985 siegte er beim Hermannslauf und belegte beim Frankfurt-Marathon den 31. Platz. 1987 wurde er Deutscher Meister im 25-km-Straßenlauf und Dritter bei den Deutschen Meisterschaften über 10.000 Meter. 
Dirk Sander startete für die LG Lage/Detmold.

## Persönliche Bestzeiten
- 3000 m: 7:55,6 min, 2. September 1980, Ingelheim am Rhein
  - Halle: 7:57,66 min, 13. Februar 1982, Dortmund
- 5000 m: 13:43,7 min, 13. August 1978, Köln
- 10.000 m: 28:21,26 min, 5. Juni 1987, Aachen
- 25-km-Straßenlauf: 1:17:05 h, 17. November 1982, Griesheim
- Marathon: 2:20:38 h, 19. Mai 1985, Frankfurt am Main

| Personendaten    | Personendaten                |
| ---------------- | ---------------------------- |
| NAME             | Sander, Dirk                 |
| KURZBESCHREIBUNG | deutscher Langstreckenläufer |
| GEBURTSDATUM     | 19. Mai 1956                 |